# 二式飛行艇
二式飛行艇是大日本帝国海軍於第二次世界大戰中實用化的4引擎大型水上飛艇。本機為川西航空機九七式飛行艇的後繼機，於1941年（昭和16年）首飛，機型號為「H8K」，在裝備有往復式發動機的飛艇之中本機是性能最強的。該機種也通稱二式大艇或二式大型飛行艇，並被美軍賦予「Emily」的代號。之後衍生開發的運輸型，則命名為晴空。

## 要求性能
二式飛行艇的前輩機——九七式飛行艇原本就已經是當時主要工業國的類似產品中，性能最優秀者。該機種配備有4具引擎，最高飛行速率可達465公里/小時，還可攜帶2枚魚雷進行5000公里以上的來回攻擊任務。因此作為九七式飛行艇的後繼機種，相關當局自然會要求二式飛行艇擁有超越當時所有水上飛機的性能表現，而日本海軍當時提出的需求如下：
- 最高飛行速率可達444公里/小時以上。其飛行速率已經與當時的主力戰鬥機——九六式艦載戰鬥機同等。同時期的英国4引擎飛行艇，其最高速率為336公里/小時，比二式飛行艇慢了百餘公里。
- 續航距離：進行偵察任務時可達7400公里以上，而進行攻擊任務時則維持6500公里以上。其續航力比一式陸上攻擊機和美國空軍所使用的B-17還遠50%。
- 20mm機砲等多門防衛砲、防彈裝甲。
- 良好的操縱性。
- 可搭載一枚1噸炸彈(理論上約最大乘載量)或兩枚800公斤魚雷

川西航空機最後設計出的成品實際上達成了軍方的需求。直到戰爭結束為止，共生產了167架，其中「晴空」有36架。

## 實戰

### K作戰
在珍珠港事件後，日本海軍欲干擾珍珠港的修復作業，計畫利用二式大艇的長航程對珍珠港實行轟炸。1942年3月2日，2架二式大艇從沃傑特島出發。為了能抵達指定地點，派出三艘潛水艦在中途的法屬佛格里特淺礁加油。同日在珍珠港的密佈雲層中投彈之後返航。此次攻擊沒有造成太大戰果，炸彈並沒有命中重要的港口設施。

### 對中途島的偵察
K作戰之後，3月10日，在對中途島進行長距離偵察之中，橋爪寿雄大尉的座機被美軍VMF-221聯隊雷達導引的F2A擊落，全員戰死。此為二式大艇的初次損失。
在中途島海戰之前，預計沿用第一次的過程，再次實行對珍珠港的偵察，即第二次K作戰。但是因為天氣因素以及美軍的警戒變得更加嚴密，計划取消。

### 海軍乙事件
1944年3月31日，聯合艦隊司令長官古賀峰一在搭乘輸送型晴空後，因暴風雨失蹤罹難。

## 技術規格(二式飛行艇一二型)
参考资料：簡氏世界飛機年鑑
基本信息
- 机组：10

性能
武器

- 機槍：

  - 1把20 mm 99式機炮安裝在機頭砲塔

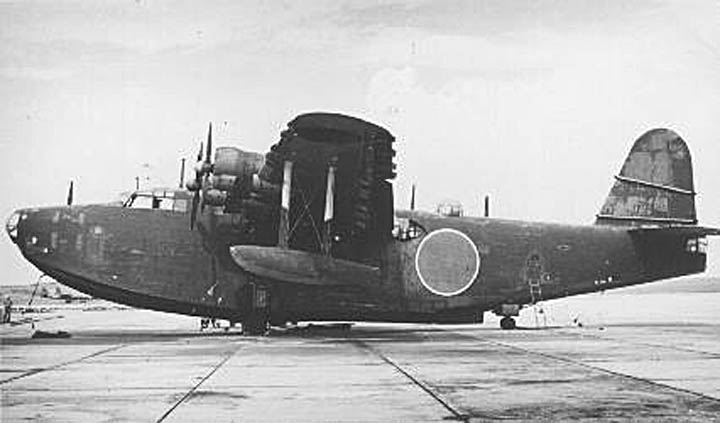
二式大艇側面

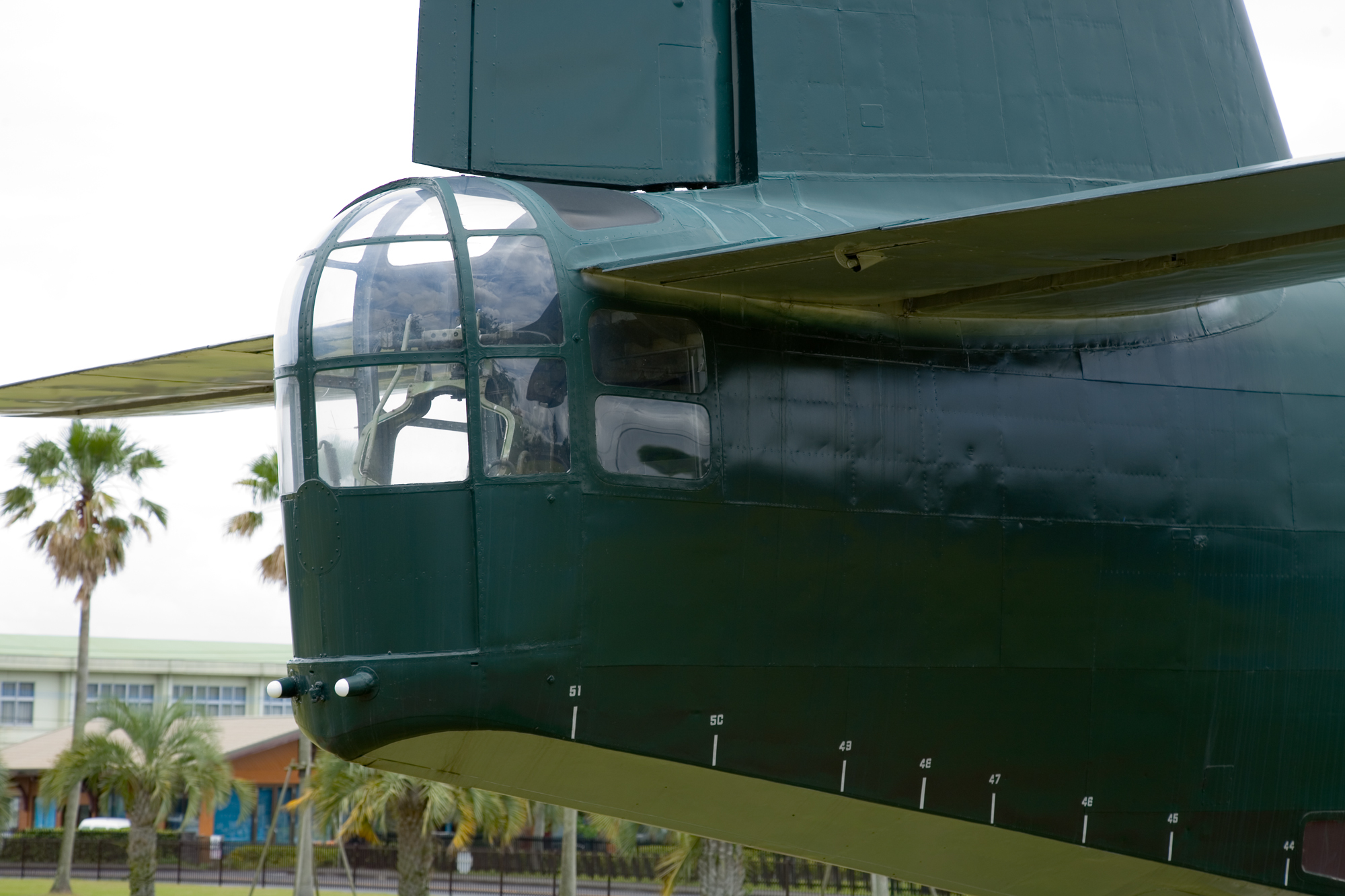
機尾槍塔

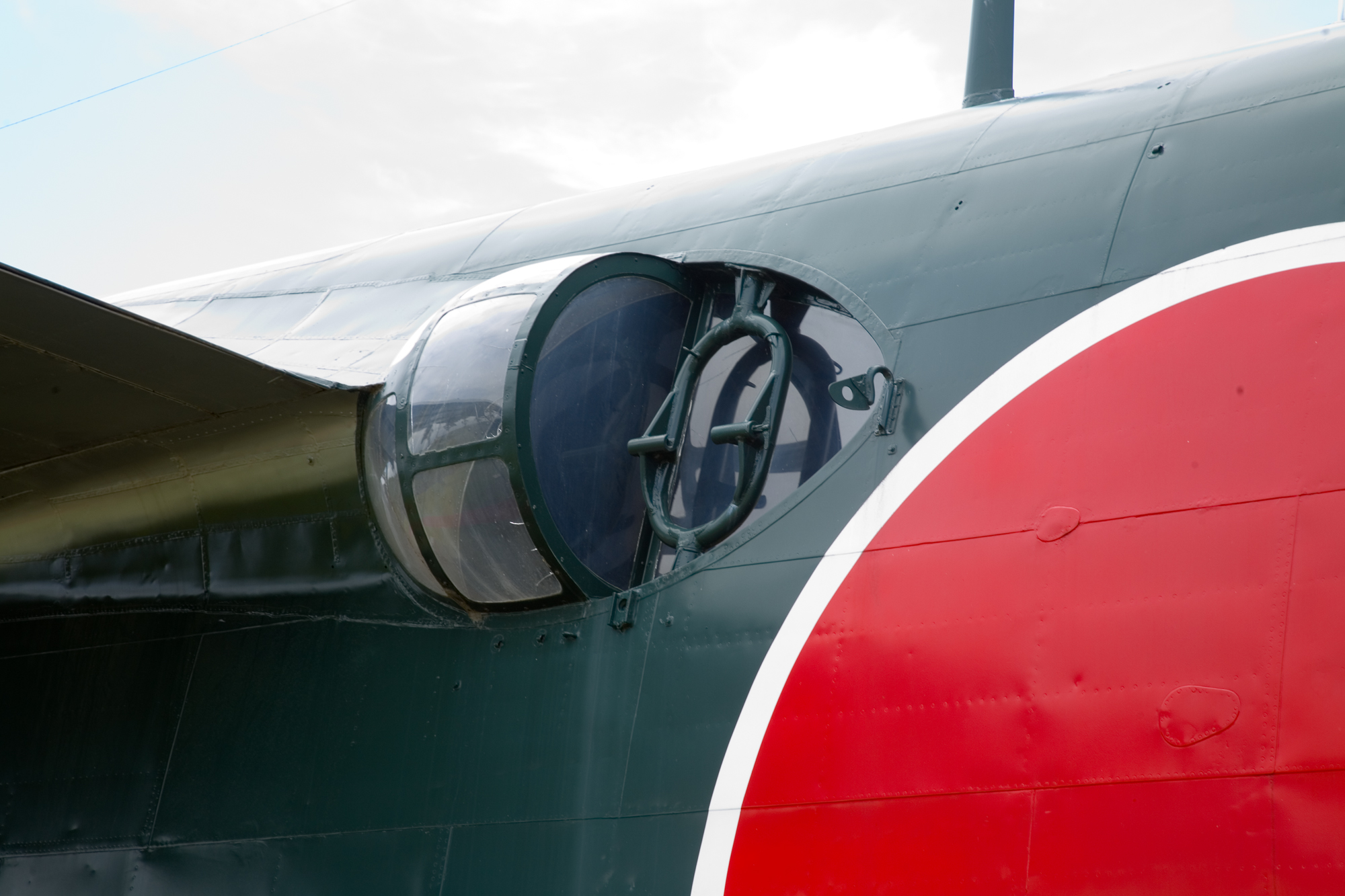
機側槍塔

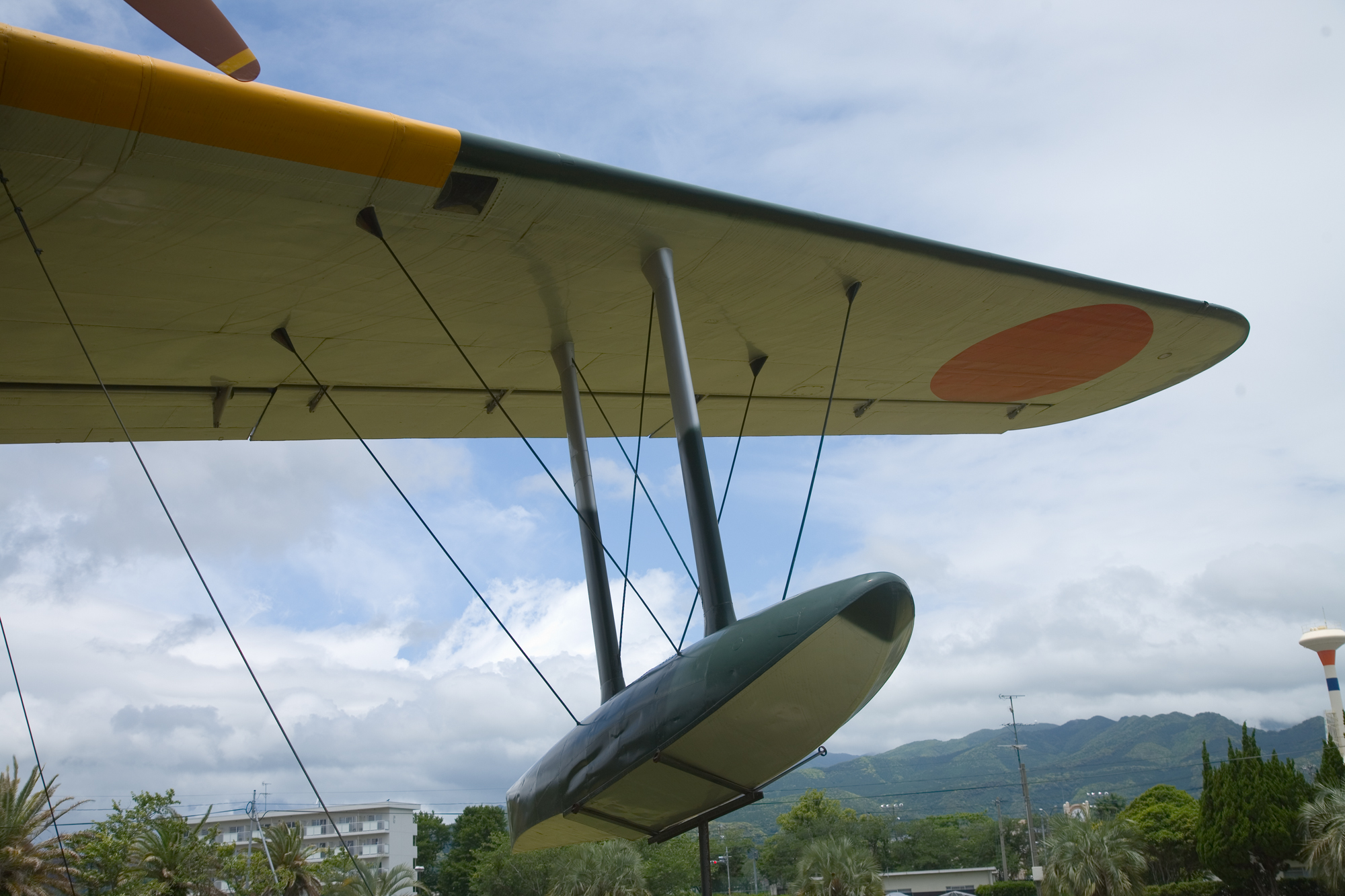
浮筒

  - 2把20 mm 99式機砲安裝在後機身兩側
  - 1把20 mm 99式機砲安裝在機背砲塔
  - 1把20 mm 99式機砲安裝在機尾砲塔
  - 左右各1把7.7 mm (.303 in) 97式機槍安裝在前機身(駕駛座後方)
  - 左右各1把7.7 mm (.303 in) 97式機槍安裝在中機身(機翼下方)
  - 1把7.7 mm (.303 in) 97式機槍安裝在機尾砲塔下方
- 炸彈：2 × 800 kg (1,764 lb) 魚雷或2*800 kg炸彈

航電

- H-6 雷達

## 現存機

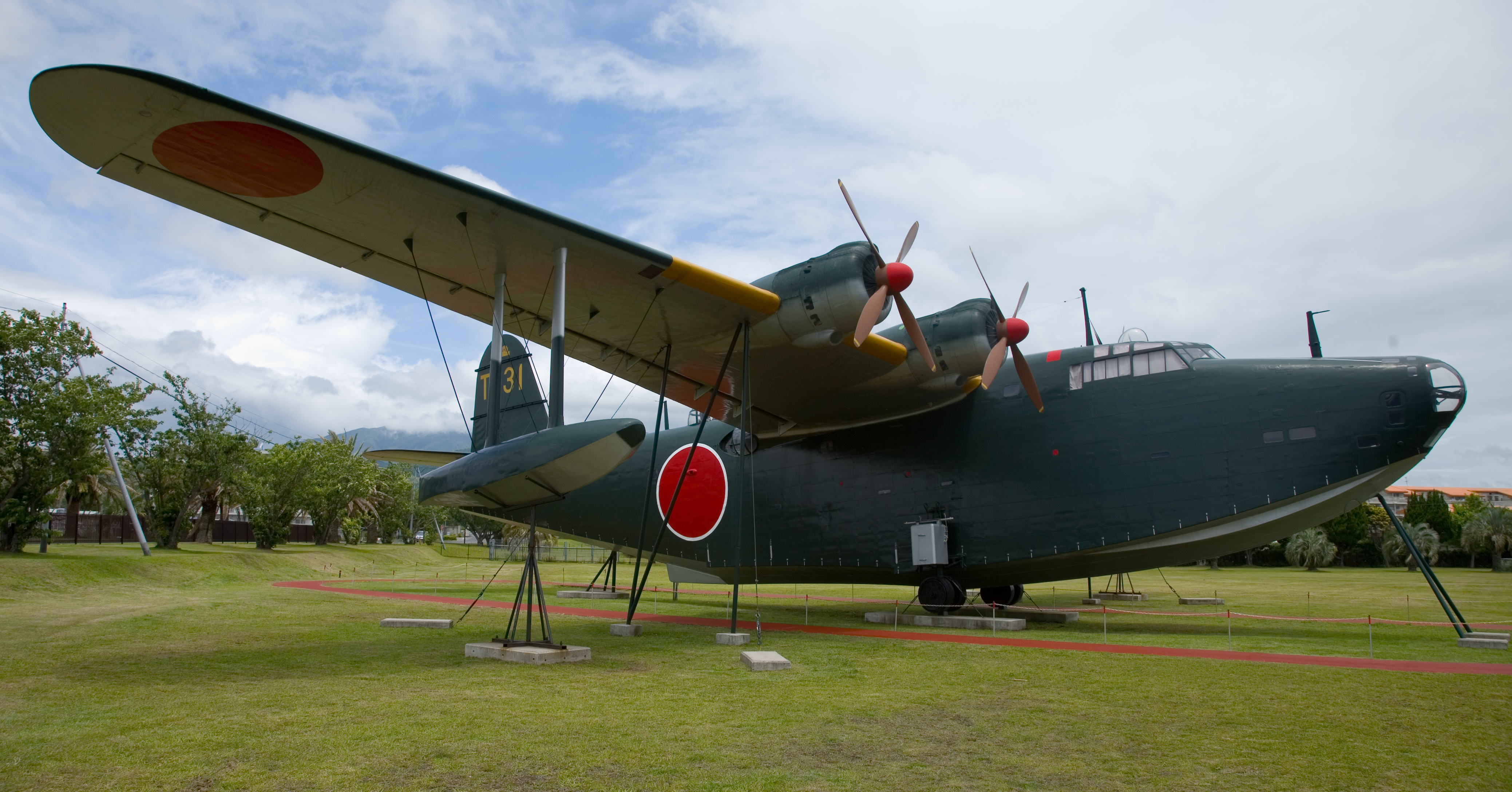
鹿屋航空館藏的二式大艇

其中一架現存機原本被放在東京灣畔的台場公園裡的船之科學館至2004年，其後被搬往鹿兒島的鹿屋航空館。

## 外部連結
- 船の科学館の二式大型飛行艇が鹿屋基地史料館へ
- 二式大艇 - 海上自衛隊鹿屋航空基地官方網站
- 「空飛ぶ戦艦」二式大艇…現存する唯一の機体を激写 - 産経ニュース 2008年9月27日
- （日語）http://www.ne.jp/asahi/airplane/museum/cl-pln10/2006cl/Type2Flyingboat.html（页面存档备份，存于）